# Kamer Maloku
Kamer Maloku (* 9. November 1988 in Mitrovica, SFR Jugoslawien, heute Kosovo) ist ein deutscher Profiboxer. Im Jahr 2021 wurde er Weltmeister des Verbandes UBO im Supermittelgewicht.

## Herkunft und Jugend
Kamer Maloku wurde am 9. November 1988 in Mitrovica im heutigen Kosovo geboren und zog im Alter von zehn Jahren mit seiner Familie nach Deutschland. Zunächst spielte er Fußball in verschiedenen Vereinen, als Jugendfußballer unter anderem in der Verbandsliga für SV Germania Bietigheim. Seine Leidenschaft für den Kampfsport entdeckte Maloku schon früh und trainierte neben dem Fußball auch aktiv im Kampfsport, vom Boxen über Kickboxen bis hin zum Mixed Martial Arts.

## Karriere
Im Alter von 23 Jahren begann Kamer Maloku sich intensiver mit dem Boxsport zu beschäftigen und trainierte im Bulldog Gym in Karlsruhe. Ein Jahr später, im November 2013, begann er seine Profikarriere. Ohne Boxerfahrung in Amateurkämpfen siegte er bereits in seinem dritten Profi-Kampf, nachdem er anfänglich zwei Niederlagen einstecken musste. Seitdem blieb er bis Juli 2022 ungeschlagen und gewann 17 von 21 Kämpfen vorzeitig durch Knockout (K. o.).
Im Jahr 2018 gründete Kamer Maloku gemeinsam mit Simon Müller ein Unternehmen „THE ONE“, das Boxkämpfe und -events organisiert.
Im Jahr 2019 wurde Maloku für seine sportlichen Erfolge und Leistungen durch die Gemeinde Durmersheim mit der bronzenen Verdienstmedaille geehrt. Außerhalb des Boxsports setzt sich Maloku für Projekte in den umliegenden Schulen ein und unterstützt Jugendliche mit seinem Projekt „Boxen macht Schule“. Seit 2023 ist er beim Karlsruher SC als Boxtrainer tätig.: Mittlerweile ist Maloku auch als Veranstalter in der Boxszene bekannt. Mit seiner „KaMasport Promotion“ veranstaltet er mehrere Boxevents im Jahr, bei denen er andere Boxer und Talente unterstützt. Das letzte erfolgreiche Event wurde am 21. Dezember 2024 in der Europa Arena Karlsruhe durchgeführt.

## Liste der Profikämpfe
| Nr. | Jahr | Tag          | Ort                                              | Gegner                 | Ergebnis                    |
| --- | ---- | ------------ | ------------------------------------------------ | ---------------------- | --------------------------- |
| 26  | 2024 | 19. Oktober  | Congress-Centrum Stadtgarten, Schwaebisch Gmuend | Octavian Gratii        | Punktsieg (6 Runden)        |
| 25  | 2024 | 29. Juni     | Europa Arena, Karlsruhe                          | Nabil Zaky             | Sieg/KO 2/8 Runde           |
| 24  | 2023 | 01. Juli     | Europa Arena, Karlsruhe                          | Ondrej Budera          | Sieg/KO 6/10 Runde          |
| 23  | 2023 | 18. März     | Europa Arena, Karlsruhe                          | Taras Golovashchenko   | Sieg/KO 5/10 Runde          |
| 22  | 2022 | 15. Juli     | Historische Stadthalle, Wuppertal                | Uwel Hernandez         | Punktniederlage (10 Runden) |
| 21  | 2022 | 23. April    | Altrheinhalle, Rastatt                           | Siarhei Huliakevich    | Sieg/KO 5/12 Runde          |
| 20  | 2021 | 07. August   | Palestra Karagac, Pec                            | Bosko Misic            | Sieg/KO 3/12 Runde          |
| 19  | 2021 | 24. April    | Di Miceli Mobility, Ötigheim                     | Micheal Obin           | Sieg/KO 3/8 Runde           |
| 18  | 2021 | 23. Januar   | Naito GYM, Brussels                              | Istvan Kiss            | Sieg/KO 2/6 Runde           |
| 17  | 2019 | 21. Dezember | Altrheinhalle, Plittersdorf                      | Jose Agustin Julio     | Sieg/KO 4/10 Runde          |
| 16  | 2019 | 30. November | Challenge Club Arena, Offenbach                  | Daniel Rashdan         | Sieg/KO 2/6 Runde           |
| 15  | 2019 | 18. Mai      | Carl-Benz-Halle, Karlsruhe                       | Nikoloz Berkatsashvili | Sieg/KO 2/8 Runde           |
| 14  | 2019 | 30. März     | Hövelhof                                         | Adnan Zilic            | Sieg/KO 2/8 Runde           |
| 13  | 2018 | 01. Dezember | Altrheinhalle, Plittersdorf                      | Miguel Angel Suarez    | Sieg/KO 4/10 Runde          |
| 12  | 2018 | 16. Juni     | Wildparkstadion, Karlsruhe                       | Janos Lakatos          | Sieg/KO 4/10 Runde          |
| 11  | 2018 | 17. März     | Altrheinhalle, Plittersdorf                      | Attila Korda           | Punktsieg (10 Runden)       |
| 10  | 2017 | 28. Oktober  | Federbachhalle, Malsch                           | Marko Miljatovic       | Sieg/KO 1/6 Runde           |
| 9   | 2017 | 11. Juni     | Rákoscsaba Művelődési Központ, Budapest          | Zoran Sekuralac        | Punktsieg (6 Runden)        |
| 8   | 2017 | 13. Mai      | Kampfsportcenter, St. Gallen                     | Martin Boskovic        | Sieg/KO 4/6 Runde           |
| 7   | 2017 | 01. April    | Markthalle, Burgdorf                             | Aleksandar Jankovic    | Punktsieg (6 Runden)        |
| 6   | 2017 | 25. Februar  | Bauer Sport-Center, Hatzenbühl                   | Aleksander Kuvac       | Sieg/KO 3/6 Runde           |
| 5   | 2016 | 17. Dezember | Profight-Gym, Duebendorf                         | Slavoljub Mitic        | Punktsieg (6 Runden)        |
| 4   | 2016 | 12. November | Autohaus Dürkop, Kassel                          | Amir Suljovic          | Sieg/KO 2/4 Runde           |
| 3   | 2016 | 29. Oktober  | Rheinstrandhalle, Karlsruhe                      | Radovan Petrovic       | Sieg/KO 1/4 Runde           |
| 2   | 2014 | 10. Mai      | Europahalle, Karlsruhe                           | Aro Schwartz           | Punktniederlage (4 Runden)  |
| 1   | 2013 | 30. November | Stadthalle-Simmern, Hunsrueck                    | Vadim Firidunov        | Niederlage/TKO 3/4 Runde    |

## Erfolge
- 2018: GBU Continental Champion im Supermittelgewicht[9][10]
- 2018: WBF International Champion im Supermittelgewicht[10]
- 2019: UBF Intercontinental Champion im Supermittelgewicht[10]
- 2021: Weltmeister der UBO im Supermittelgewicht[10]